# 科尔坦维尔
科尔坦维尔（法語：Coltainville，法語發音：[kɔltɛ̃vil]）是法国厄尔-卢瓦省的一个市镇，属于沙特尔区。

## 地理
科尔坦维尔（48°29'11"N, 1°35'13"E）面积18.02 平方千米，位于法国中央-卢瓦尔河谷大区厄尔-卢瓦省，该省份为法国北部内陆省份，北起顺时针与厄尔省、伊夫林省、埃松省、卢瓦雷省、卢瓦-谢尔省、萨尔特省和奧恩省接壤。
与科尔坦维尔接壤的市镇（或旧市镇、城区）包括：苏莱尔、巴约-阿默农维尔、尚瑟吕、乌维尔拉布朗什、诺让勒费、加维尔-瓦塞姆、圣普雷、茹伊。

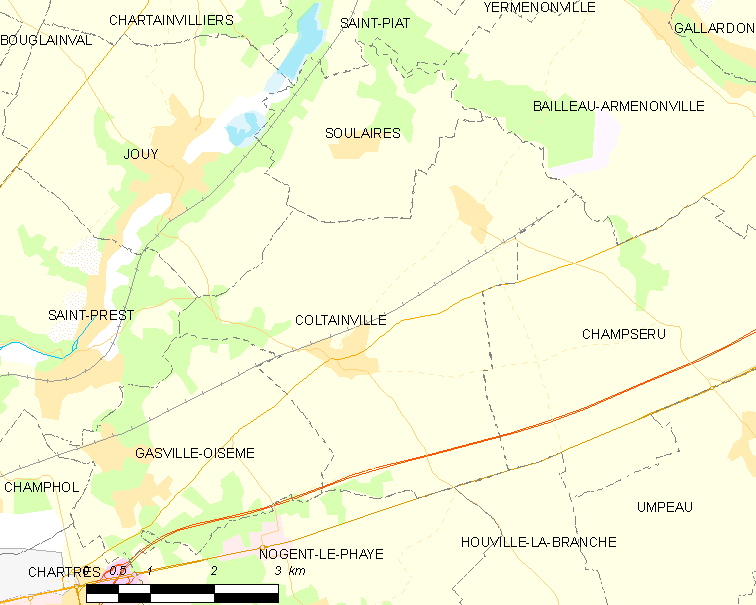
科尔坦维尔的OSM定位图

科尔坦维尔的时区为UTC+01:00、UTC+02:00（夏令时）。

## 行政
科尔坦维尔的邮政编码为28300，INSEE市镇编码为28104。

## 政治
科尔坦维尔所属的省级选区为沙特尔第一县。

## 人口

1962-2008年间科尔坦维尔人口变化图示

科尔坦维尔于2022年1月1日时的人口数量为904人。